# 滕侯虎
滕侯虎（?—?），一作孟虎，是青铜器“滕虎簋”记载的滕国国君，滕命仲之子，滕伯文的叔父，為西周昭、穆時期人物。生卒年及在位时段不详。
近人王國維《釋滕》以「滕虎」為《禮記·檀弓上》中滕伯文之叔父滕孟虎，認為《滕虎簋》為周中葉以後物品（見王國維：《釋滕》，《觀堂集林》，中華書局，1961年，第289－290頁）。王恩田、黃盛璋推斷應屬昭王時期（王恩田：《滕國考》，山東古國史研究會編（劉敦願、逄振鎬主編）：《東夷古酺史研究》第一輯，三秦出版社，1988年，第263頁。；黃盛璋：《山東諸小國銅器研究——<兩周金文大系續編>分國考釋之一章》，《華夏考古》1989年1期）。

## 青铜器“滕虎簋”简介
滕虎簋藏于台湾中央研究院，铭文内容为：
滕虎為感念其父，而鑄造此器。
| 前任： 滕命仲 | 西周滕國君主 在位时间不详 | 繼任： 滕伯文 |